# Order Świętego Jerzego od Połączenia
Order św. Jerzego od Połączenia (wł. Ordine di S. Giorgio della Riunione) nazwa pełna: Królewski Order Wojskowy Świętego Jerzego od Połączenia (Real Ordine militare di S. Giorgio della riunione) – wysokie odznaczenie wojskowe Królestwa Obojga Sycylii, ustanowione 1 stycznia 1819 przez Ferdynanda I Burbona w celu zastąpienia napoleońskiego Orderu Obojga Sycylii. Order został zniesiony w ramach wcielenia sycylijskiego królestwa do Królestwa Włoch w 1861.
Podzielony został na siedem klas:
- I klasa – Wielki Łańcuch (Grand-collane)
- II klasa – Krzyż Wielki (Gran-croci)
- III klasa – Komandor (Commendatori)
- IV klasa – Kawaler z Prawa (Cavalieri di diritto)
- V klasa – Kawaler z Łaski (Cavalieri di grazia)
- VI klasa – Medal Złoty (Medaglie di oro)
- VII klasa – Medal Srebrny (Medaglie di argento)

Pierwsza reforma orderu z 28 września 1829 zlikwidowała klasę Wielkiego Łańcucha, a druga z 10 maja 1850 wprowadziła dwie nowe klasy:
- I klasa – Krzyż Wielki (Gran Croci)
- II klasa – Wielki Oficer (Grandi Uffiziali) – nowa klasa
- III klasa – Komandor (Commendatori)
- IV klasa – Oficer (Uffiziali) – nowa klasa
- V klasa – Kawaler z Prawa (Cavalieri di diritto)
- VI klasa – Kawaler z Łaski (Cavalieri di grazia)
- VII klasa – Medal Złoty (Medaglie di oro)
- VIII klasa – Medal Srebrny (Medaglie di argento)

| Sposób noszenia poszczególnych klas w latach 1819-1829 |             |                 |                 |          |              |                |
| Medal Srebrny                                          | Medal Złoty | Kawaler z Łaski | Kawaler z Prawa | Komandor | Krzyż Wielki | Wielki Łańcuch |